# Байбаки (присілок)
Байбаки́ (рос. Байбаки) — присілок у складі Щолковського міського округу Московської області, Росія.

## Населення
Населення — 72 особи (2010; 98 у 2002).
Національний склад (станом на 2002 рік):
- росіяни — 97 %